# Hügelgräberfeld Schandorfer Wald

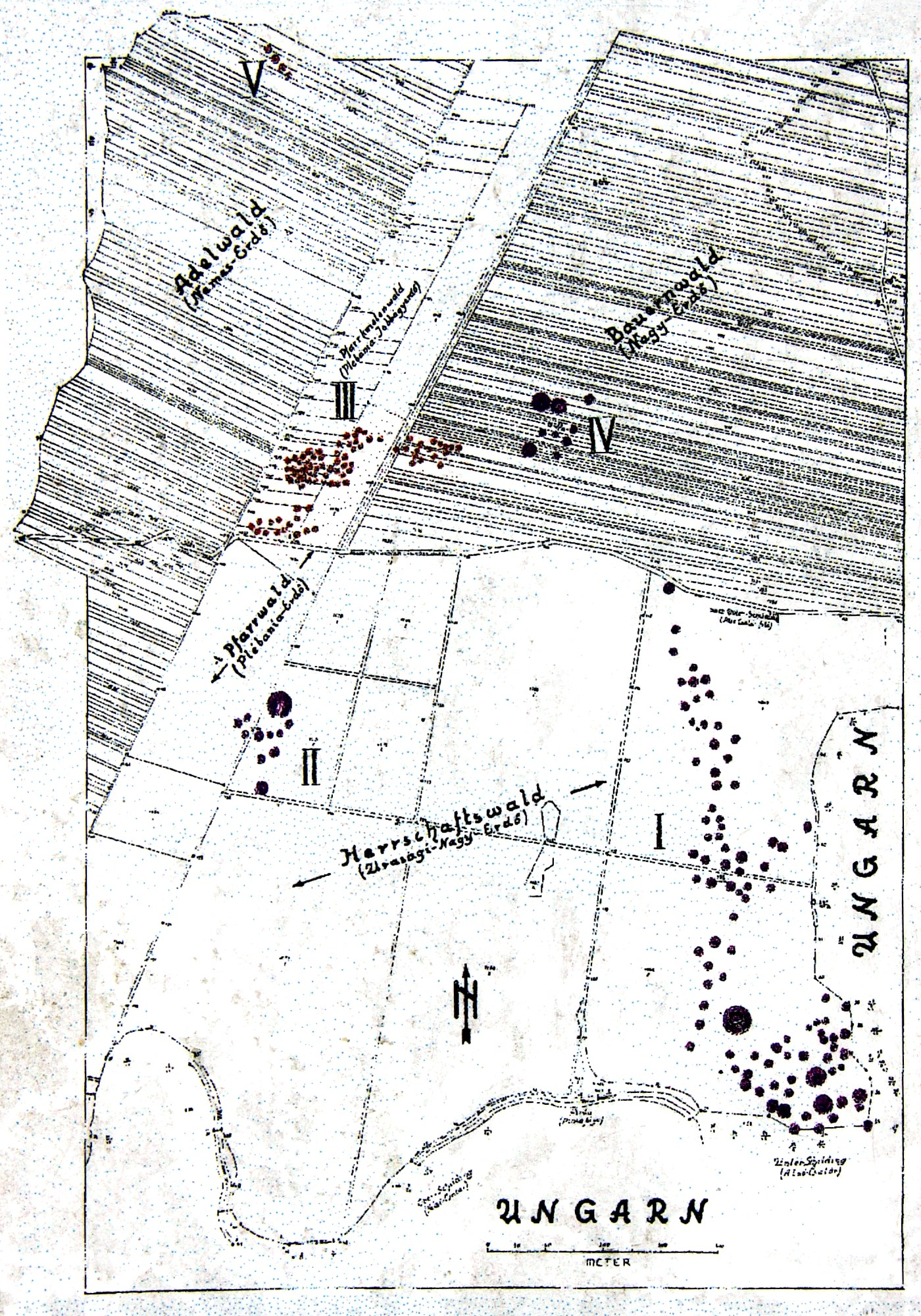
Lage der Gruppen

Das Hügelgräberfeld Schandorfer Wald (auch Schandorfer Bauernwald) liegt in der burgenländischen Gemeinde Schandorf an der Grenze zu Ungarn. Die Gräber stammen aus der Hallstattzeit und aus der römischen Kaiserzeit. Vier der fünf Gruppen in Schandorf stehen unter Denkmalschutz (Listeneintrag).
Die Schandorfer Hügelgräbernekropole wurde im 8. bis in das 6. Jahrhundert v. Chr. angelegt und gehört wegen der auffallend großen Grabhügel und der sehr guten Erhaltung derselben samt den umliegenden Gräben, aus denen das Erdmaterial entnommen wurde, zu den bedeutendsten Anlagen dieser Art in Europa.
Bis jetzt sind fünf Grabhügelgruppen der Hallstattkultur bekannt, die insgesamt 285 Grabhügel umfassen. Im Schandorfer Wald befinden sich insgesamt 170 Grabhügel, verteilt auf drei Gruppen von 150 (Gruppe I, Lage), 11 (Gruppe II, Lage) und 9 (Gruppe IV, Lage) Grabhügeln. Die Gruppen III (Lage) und V in Schandorf stammen aus der älteren römischen Kaiserzeit. Zwei weitere Gruppen der Hallstattkultur befinden sich in Badersdorf mit 30 Grabhügeln und am Eisenberg (415 m) in der Katastralgemeinde Burg und der ungarischen Gemeinde Felsőcsatár mit 84 Hügeln.
Die Schandorfer Grabhügel wurden bereits im Jahre 1878 auf einem archäologischen Kongress in Budapest erwähnt, gerieten aber wieder in Vergessenheit. Erst auf Veranlassung des Pfarrers Peter Jandrisevits wurden die Forschungen im Jahre 1930 wieder aufgenommen. 1933 wurde ein Hügel der Gruppe I ausgegraben, wobei eine Steinpackung und eine Grabkammer aus großen Steinplatten festgestellt wurden. Es wurden zwei Mehrkopfnadeln, Kegelhalsgefäße mit schwarzroter Bemalung und figuralen Aufsätzen, ein Bronzegefäß sowie Eisengeräte gefunden. Die schwarzrote Bemalung eines Kegelhalsgefäßes zeigt die stilisierte Darstellung eines Mannes mit breitkrempigem Hut, wie er für die gehobene Festtracht typisch ist.

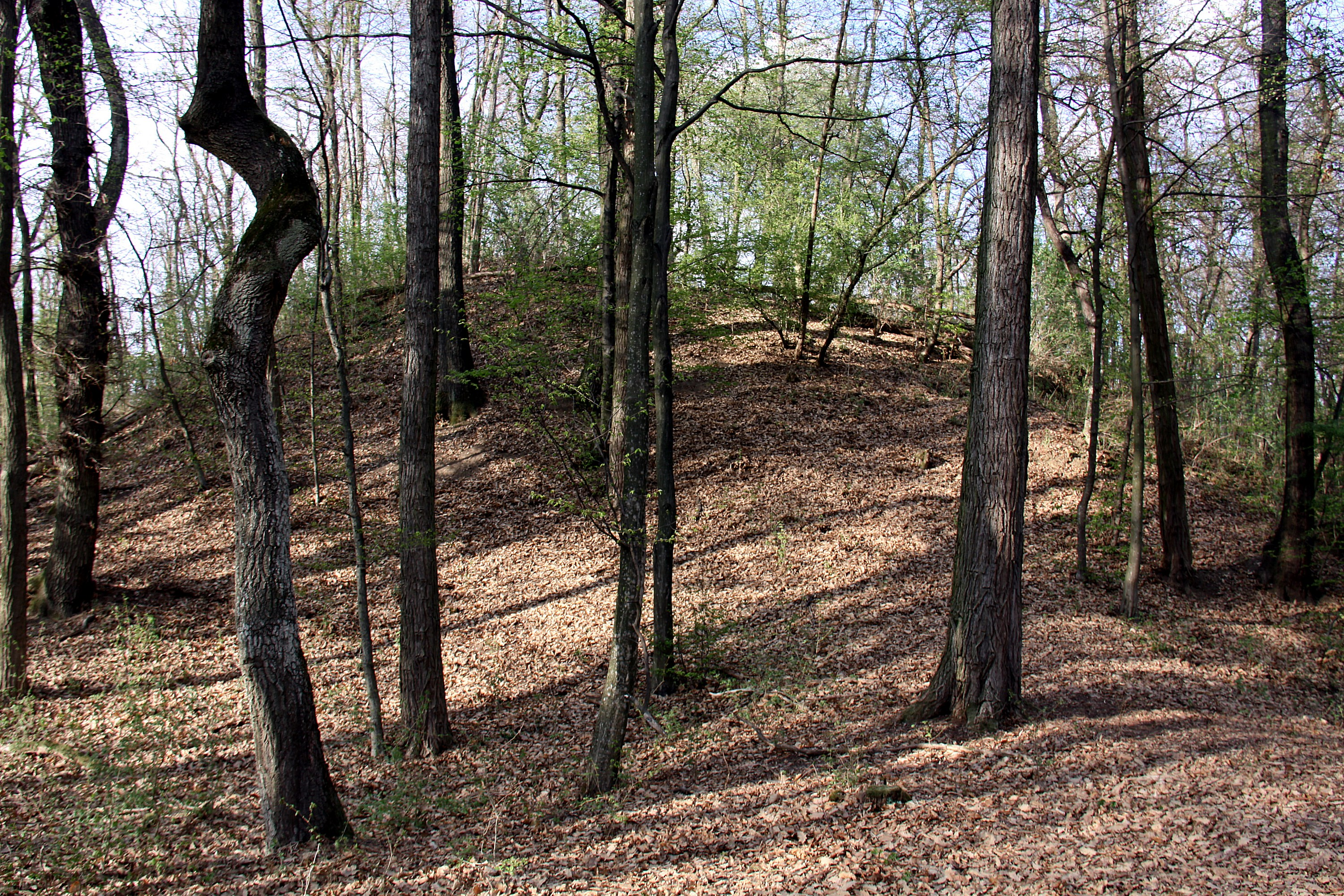
Grabhügel in der Gruppe I
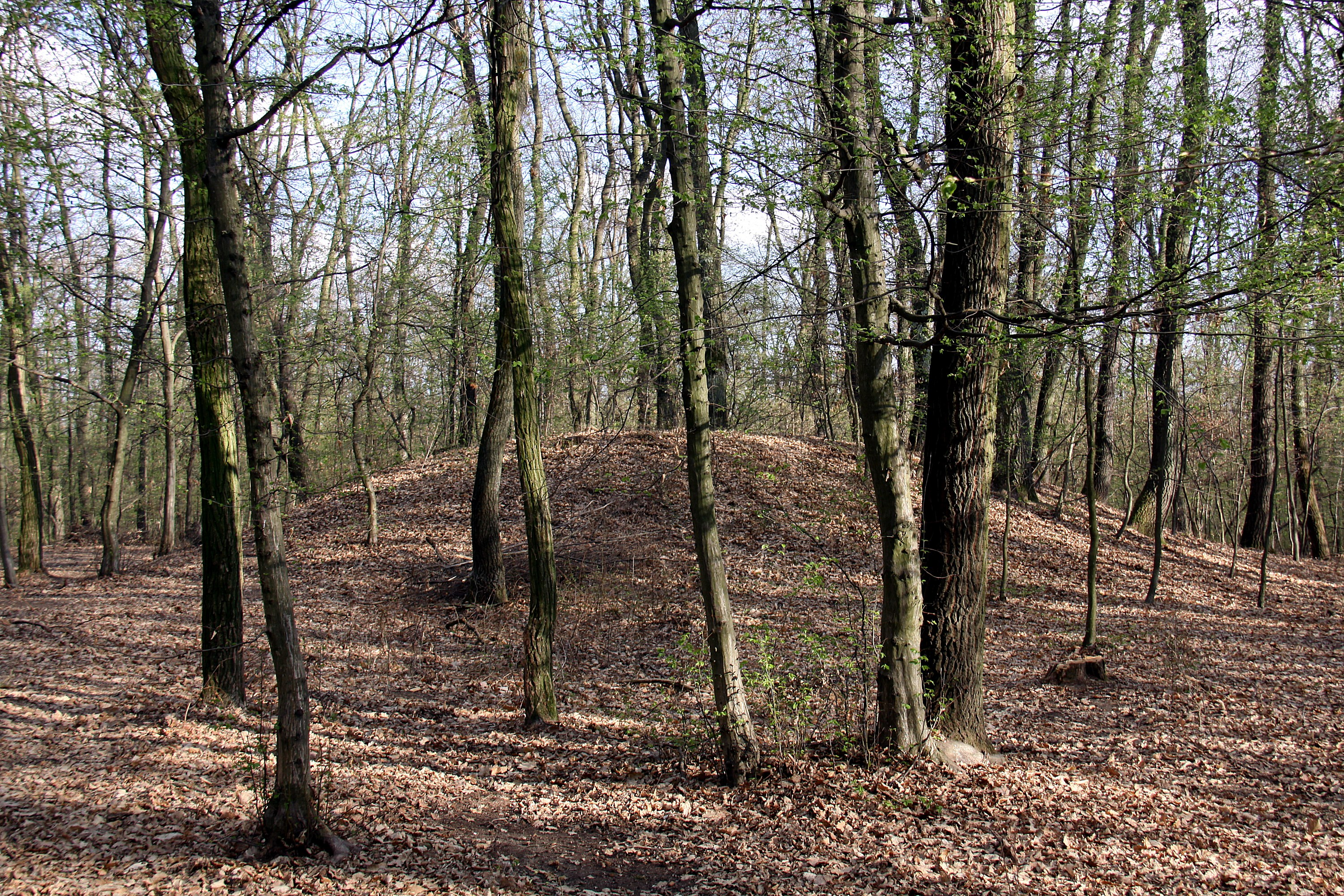
Grabhügel in der Gruppe II
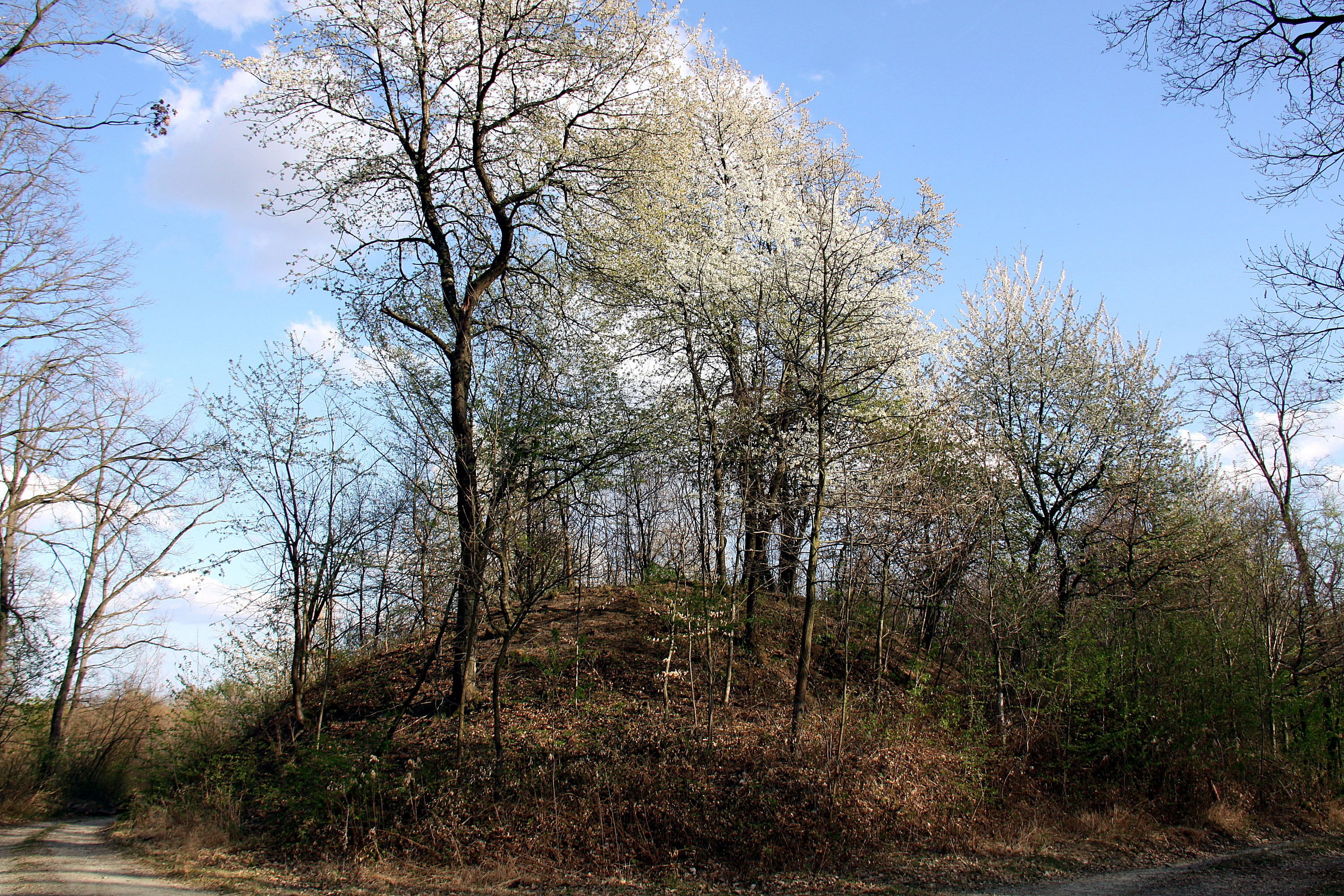
Grabhügel in der Gruppe IV